# Chloroclystis rufitincta
Chloroclystis rufitincta är en fjärilsart som beskrevs av W. Warren 1898. Chloroclystis rufitincta ingår i släktet Chloroclystis och familjen mätare. Inga underarter finns listade i Catalogue of Life.